# Edmond Decottignies
Edmond Albert Decottignies (ur. 3 grudnia 1893 w Comines, zm. 3 czerwca 1963 tamże) – francuski sztangista, złoty medalista olimpijski.
Swój jedyny medal na arenie międzynarodowej wywalczył podczas Letnich Igrzysk Olimpijskich w Paryżu w 1924 roku. W wadze lekkiej zwyciężył, wyprzedzając na podium Austriaka Antona Zwerinę i Bohumila Durdisa z Czechosłowacji. Został jednocześnie pierwszym w historii francuskim mistrzem olimpijskim w tej kategorii.
W Comines rozgrywany jest turniej jego imienia Tournoi Edmond Decottignies.